# París-Niça 1975
La París-Niça 1975 fou la 33a edició de la París-Niça. És un cursa ciclista que es va disputar entre el 9 i el 16 de març de 1975. La cursa fou guanyada pel neerlandès Joop Zoetemelk, de l'equip Gan-Mercier, per davant d'Eddy Merckx (Molteni-RYC) i Gerrie Knetemann (Gan-Mercier). La classificació de la muntanya fou guanyada per Raymond Delisle, Freddy Maertens s'emportà la classificació de la regularitat i el conjunt Gan-Mercier la d'equips.

## Participants
En aquesta edició de la París-Niça hi preneren part 112 corredors dividits en 14 equips: Gan-Mercier, Molteni-RYC, Peugeot-BP-Michelin, Flandria-Carpenter, Alsaver-Jeunet-De Gribaldy, Gitane-Campagnolo, Scic, Rokado, Kas, IJsboerke-Colner, TI-Raleigh, Super Ser, Polònia i Jobo-Wolber. La prova l'acabaren 60 corredors.

## Resultats de les etapes
| Etapes              | Data       | Recorregut                     | Km      | Vencedor d'etapa  | Líder de la general |
| ------------------- | ---------- | ------------------------------ | ------- | ----------------- | ------------------- |
| Pròleg              | 9 de març  | Fontenay-sous-Bois (CRI)       | 1.7 km  | Eddy Merckx       | Eddy Merckx         |
| 1a etapa            | 10 de març | Evry-Saint-Doulchard           | 238 km  | Eric Leman        | Cyrille Guimard     |
| 2a etapa            | 11 de març | La Guerche-Beaune              | 209 km  | Freddy Maertens   | Cyrille Guimard     |
| 3a etapa            | 12 de març | Cuisery-Saint-Étienne          | 234 km  | Franco Bitossi    | Freddy Maertens     |
| 4a etapa            | 13 de març | Saint-Étienne-Aurenja          | 223 km  | Jacques Esclassan | Franco Bitossi      |
| 5a etapa            | 14 de març | Aurenja-Saint-Rémy-de-Provence | 166 km  | Eddy Merckx       | Joop Zoetemelk      |
| 6a etapa, 1r sector | 15 de març | Ollioules-Mont Faron           | 13.8 km | Joop Zoetemelk    | Joop Zoetemelk      |
| 6a etapa, 2n sector | 15 de març | Toló-Draguignan                | 117 km  | Raymond Delisle   | Joop Zoetemelk      |
| 7a etapa, 1r sector | 16 de març | Seillans-Niça                  | 105 km  | Raymond Delisle   | Joop Zoetemelk      |
| 7a etapa, 2n sector | 16 de març | Niça-Coll d'Èze (CRI)          | 9.5 km  | Joop Zoetemelk    | Joop Zoetemelk      |

## Etapes

### Pròleg
9-03-1975. Fontenay-sous-Bois, 1.7 km. CRI
Poques hores abans de la disputa del pròleg el recorregut inicial de 8 km es retalla als 1,7 km finals per decisió de les autoritats
|   | Ciclista         | Equip              | Temps  |
| - | ---------------- | ------------------ | ------ |
| 1 | Eddy Merckx      | Molteni-RYC        | 2' 42" |
| 2 | Gerrie Knetemann | Gan-Mercier        | + 1"   |
| 3 | Cyrille Guimard  | Flandria-Carpenter | + 2"   |

### 1a etapa
10-03-1975. Evry-Saint-Doulchard, 238 km.
|   | Ciclista          | Equip                      | Temps      |
| - | ----------------- | -------------------------- | ---------- |
| 1 | Eric Leman        | Alsaver-Jeunet-De Gribaldy | 6h 21' 06" |
| 2 | Cyrille Guimard   | Flandria-Carpenter         | m. t.      |
| 3 | Jacques Esclassan | Peugeot-BP-Michelin        | m. t.      |

### 2a etapa
11-03-1975. La Guerche-Beaune 209 km.
|   | Ciclista                 | Equip               | Temps      |
| - | ------------------------ | ------------------- | ---------- |
| 1 | Freddy Maertens          | Flandria-Carpenter  | 5h 45' 31" |
| 2 | Gerben Karstens          | Gitane-Campagnolo   | m. t.      |
| 3 | Jean-Pierre Danguillaume | Peugeot-BP-Michelin | m. t.      |

### 3a etapa
12-03-1975. Cuisery-Saint-Étienne 234 km.
|   | Ciclista          | Equip               | Temps      |
| - | ----------------- | ------------------- | ---------- |
| 1 | Franco Bitossi    | Scic                | 6h 10' 11" |
| 2 | Jacques Esclassan | Peugeot-BP-Michelin | m. t.      |
| 3 | Freddy Maertens   | Flandria-Carpenter  | m. t.      |

### 4a etapa
13-03-1975. Saint-Étienne-Aurenja, 223 km.
|   | Ciclista          | Equip               | Temps      |
| - | ----------------- | ------------------- | ---------- |
| 1 | Jacques Esclassan | Peugeot-BP-Michelin | 5h 09' 47" |
| 2 | Franco Bitossi    | Scic                | m. t.      |
| 3 | Cyrille Guimard   | Flandria-Carpenter  | m. t.      |

### 5a etapa
14-03-1975. Aurenja-Saint-Rémy-de-Provence, 166 km.
Es puja el Mont Ventoux fins al Chalet Reynard. Merckx s'imposa en l'etapa tot i un defalliment al Ventoux.
|   | Ciclista        | Equip              | Temps      |
| - | --------------- | ------------------ | ---------- |
| 1 | Eddy Merckx     | Molteni-RYC        | 4h 25' 37" |
| 2 | Freddy Maertens | Flandria-Carpenter | m. t.      |
| 3 | André Dierickx  | Rokado             | + 13"      |

### 6a etapa, 1r sector
15-03-1975. Ollioules-Mont Faron, 13.8 km. (CRI)
|   | Ciclista                 | Equip               | Temps   |
| - | ------------------------ | ------------------- | ------- |
| 1 | Joop Zoetemelk           | Gan-Mercier         | 26' 40" |
| 2 | Raymond Delisle          | Peugeot-BP-Michelin | + 30"   |
| 3 | Gianbattista Baronchelli | Scic                | + 33"   |

### 6a etapa, 2n sector
15-03-1975. Toló-Draguignan, 117 km.
|   | Ciclista        | Equip               | Temps      |
| - | --------------- | ------------------- | ---------- |
| 1 | Raymond Delisle | Peugeot-BP-Michelin | 3h 06' 53" |
| 2 | Freddy Maertens | Flandria-Carpenter  | + 12       |
| 3 | Eddy Merckx     | Molteni-RYC         | m. t.      |

### 7a etapa, 1r sector
16-03-1975. Seillans-Niça, 105 km.
Es neutralitza el pas pel coll de Bourigaille per una manifestació de viticultors.
|   | Ciclista         | Equip               | Temps      |
| - | ---------------- | ------------------- | ---------- |
| 1 | Raymond Delisle  | Peugeot-BP-Michelin | 2h 41' 31" |
| 2 | Domingo Perurena | Kas                 | + 1' 20"   |
| 3 | Graeme Gilmore   | IJsboerke-Colner    | m. t.      |

### 7a etapa, 2n sector
16-03-1975. Niça-Coll d'Èze, 9.5 km. CRI
|   | Ciclista          | Equip              | Temps   |
| - | ----------------- | ------------------ | ------- |
| 1 | Joop Zoetemelk    | Gan-Mercier        | 20' 59" |
| 2 | Gerrie Knetemann  | Gan-Mercier        | + 28"   |
| 3 | Michel Pollentier | Flandria-Carpenter | + 34"   |

## Classificacions finals

### Classificació general[1]
|    | Ciclista                 | Equip              | Temps       |
| -- | ------------------------ | ------------------ | ----------- |
| 1  | Joop Zoetemelk           | Gan-Mercier        | 34h 32' 29" |
| 2  | Eddy Merckx              | Molteni-RYC        | + 1' 33"    |
| 3  | Gerrie Knetemann         | Gan-Mercier        | + 1' 44"    |
| 4  | Gianbattista Baronchelli | Scic               | + 1' 48"    |
| 5  | Freddy Maertens          | Flandria-Carpenter | + 2' 07"    |
| 6  | Dietrich Thurau          | TI-Raleigh         | + 3' 17"    |
| 7  | Bernard Hinault          | Gitane-Campagnolo  | + 4' 08"    |
| 8  | Joseph Bruyere           | Molteni-RYC        | + 4' 16"    |
| 9  | Luis Ocaña               | Super Ser          | + 4' 30"    |
| 10 | Sylvain Vasseur          | Super Ser          | + 4' 58"    |

## Evolució de les classificacions
| Etapa (Vencedor)                      | Classificació general |
| ------------------------------------- | --------------------- |
| 0Pròleg (Eddy Merckx                  | Eddy Merckx           |
| 0Etapa 1 (Eric Leman)                 | Cyrille Guimard       |
| 0Etapa 2 (Freddy Maertens)            | Cyrille Guimard       |
| 0Etapa 3 (Franco Bitossi)             | Freddy Maertens       |
| 0Etapa 4 (Jacques Esclassan)          | Franco Bitossi        |
| 0Etapa 5 (Eddy Merckx)                | Joop Zoetemelk        |
| 0Etapa 6, 1r sector (Joop Zoetemelk)  | Joop Zoetemelk        |
| 0Etapa 6, 2n sector (Raymond Delisle) | Joop Zoetemelk        |
| 0Etapa 7, 1r sector (Raymond Delisle) | Joop Zoetemelk        |
| 0Etapa 7, 2n sector (Joop Zoetemelk)  | Joop Zoetemelk        |